# Eosentomon huetheri
Eosentomon huetheri är en urinsektsart som beskrevs av Josef Nosek 1973. Eosentomon huetheri ingår i släktet Eosentomon och familjen trakétrevfotingar. Inga underarter finns listade i Catalogue of Life.